# Сингорька
Сингорька (устар. Сингарь) — небольшая река в России, протекает в Ивановской и Владимирской областях. Устье реки находится по левому берегу реки Уводи на территории Владимирской области. Исток реки теряется в лесах Ивановской области. Не судоходна.
На реке расположен одноимённый населённый пункт: Сингорь.